# Blauen
Blauen is een gemeente en plaats in het Zwitserse kanton Basel-Landschaft, en maakt deel uit van het district Laufen.
Blauen BL telt 688 inwoners en ligt op een hoogte van ca. 530 meter.
Het witte St. Martinskerkje dateert oorspronkelijk uit 1726 maar werd pas vanaf 1845 afgebouwd en is in 1949 en 2001 gerenoveerd.